# Fredrik Reinfeldt
John Fredrik Reinfeldt (Haninge, provincia de Estocolmo; 4 de agosto de 1965) es un político sueco que ocupó el cargo de primer ministro entre 2006 y 2014, como líder del Moderata samlingspartiet (Partido Moderado), habiendo resultado elegido el 25 de octubre de 2003 en sustitución de Bo Lundgren. Tras la victoria del bloque centroderechista Alianza por Suecia en las Elecciones al Riksdag de Suecia de 2006, Reinfeldt fue nombrado primer ministro el 5 de octubre de 2006 por mayoría del Riksdag.

## Biografía

### Juventud
Fredrik Reinfeldt nació en Österhaninge, en el condado de Estocolmo, es el hijo de Bruno y Birgitta Reinfeldt. Su padre trabaja como consejero y elegido del Partido Moderado en Täby, su madre es psicóloga y consejera en gestión. Tiene dos hermanos, Magnus y Henrik.
Vivió su infancia en diferentes ciudades, entre ellas Bromsten, Londres y Spånga, y formó parte del equipo de baloncesto Tensta Tigers.También participó en varias compañías de teatro aficionado. Su familia se instaló en el poblado de Täby en 1976.

### Política
A la edad de 18 años, Reinfeldt se unió a la Liga moderada de la Juventud en 1983 , y en 1992 ya había ascendido al rango de presidente, cargo que ocupó hasta 1995. En 1988, Reinfeldt fue elegido como alcalde de Täby. En 1990 realiza su diplomado en ciencias económicas. Ha sido miembro del Riksdag desde 1991, representando el distrito electoral de su domicilio, Täby. 
En 1994, tras la derrota de los moderados de la coalición encabezada por el gobierno, Reinfeldt ha adoptado una postura crítica contra el partido bajo el liderazgo de Carl Bildt, que se tradujo en el aislamiento dentro del partido. Sin embargo, a raíz de un cambio de dirección en 1999 y un resultado desastroso en la elección de 2002, Reinfeldt poco a poco fue ganando influencia en el Partido Moderado.
Durante las elecciones legislativas del 17 de septiembre de 2006, propuso un programa político más centrista que los dirigentes precedentes de su partido. Esto probablemente contribuyó a los progresos electorales registrados por su partido que, con 26,1 % de los votos contra el 15,3 % en 2002, consiguiendo su mejor tanteo desde décadas. Su coalición, que incluye también el Partido Liberal del pueblo, el Partido del Centro y los Democristianos, obtiene el 48,1 % de los votos y rebasa a la izquierda que solo se quedó a menos de dos puntos, con el 46,2 %.
Adopta una hoja de ruta neoliberal que lleva, en particular, a una modificación del sistema fiscal (incluido el abandono del impuesto de sucesiones), a un endurecimiento de las condiciones de acceso a las prestaciones de desempleo o al subsidio de enfermedad, y a la reducción del gasto público. En 2013, la revista liberal británica The Economist elogió las reformas del Gobierno de Reinfeldt, señalando que el país podría convertirse en "la próxima supermodelo liberal".
Reinfeldt fue el presidente de la organización de la Iniciativa de Transparencia en la Industria Extractiva (EITI por su nombre en inglés) el cual es un programa para aumentar la transparencia acerca de pagos por empresas privadas de los sectores minero o petrolero a los gobiernos y entidades ligadas a los gobiernos así como también aumentar la transparencia sobre los ingresos recibidos por los países en los cuales esas industrias están asentadas.